# Gatos fantasma
Los gatos fantasma, también conocidos como grandes gatos alienígenas (GGA), son un tipo de críptidos con forma de felinos, como jaguares, pumas o leopardos, entre otros, que presuntamente aparecen en regiones fuera de su zona autóctona. Se ha informado, sin verificación real en ningún caso, de avistamientos y rastros en diferentes países como Canadá, Estados Unidos (tanto en su parte continental como en   Hawái), Gran Bretaña,  Irlanda, Australia, Nueva Zelanda, Finlandia, Dinamarca, Luxemburgo, España, Montejo de Tiermes e Italia.

## Australia
Los avistamientos de grandes gatos exóticos en Australia empezaron hace más de 100 años. El gobierno de Nueva Gales del Sur informó en 2003 sobre una colonia de grandes gatos viviendo en las afueras de Sídney.

### Gato fantasma de Gippsland
En Gippsland una región del sureste de Victoria, se atribuye el origen de estos gatos a aviadores de la Segunda Guerra Mundial que trajeron consigo pumas como mascotas y los liberaron en espacios naturales australianos.

### Puma de los Montes Grampianos
Un estudio de la Universidad de Deakin concluyó que la existencia de grandes gatos en el Parque nacional de los Montes Grampianos está demostrada «más allá de toda duda» (OMG).

### Pantera de las Montañas Azules
La Pantera de las Montañas Azules es un gato fantasma "localizado" desde hace más de un siglo en el área de las Montañas Azules, al oeste de Sídney. Las especulaciones sobre la Pantera de las Montañas Azules contemplan la teoría de que esta es descendiente de un animal de circo o escapado de un zoológico, si no un descendiente de una mascota militar.
El vídeo que muestra un gran gato negro cerca de Lithgow fue examinado por un grupo de expertos de siete zoológicos, museos, parques naturales y personal de agricultura, quienes concluyeron que se trataba de un gato doméstico grande y gordo (de 2 a 3 veces el tamaño normal), basándose en parte en su morfología y en parte en el comportamiento de un gato doméstico de tamaño normal.

### Tigre de Tantanoola
Los alrededores de Tantanoola, una ciudad en el sureste de la Australia Meridional, fueron la supuesta área de acecho del Tigre de Tantanoola  desde finales del siglo XIX. En 1895 se dio caza a un pretendido tigre, que posteriormente fue identificado como un lobo asirio. El espécimen fue disecado y exhibido en el Hotel Tantanoola.

### Grandes Gatos de Sunshine Coast
Ha habido algunos informes sobre "Grandes Gatos" acechando en los alrededores de la Sunshine Coast, Queensland, desde inicios del siglo XIX. Dichos informes han sido acogidos con escepticismo.

## Gran Bretaña
Desde 1960,  ha habido muchos avistamientos de grandes gatos en la Gran Bretaña. Una encuesta de 15 meses efectuada en 2003-2004 por la Sociedad de Grandes Gatos Británica dio el siguiente desglose regional, basándose en 2052 hipotéticos avistamientos: en el Suroeste 21%, Sureste 16%, Anglia Oriental 12%, Escocia 11%, y Oeste de Midlands 9%. Desde 1903 numerosos gatos exóticos, huidos de la cautividad, han sido muertos o capturados.

## Dinamarca
En 1995, un gato grande mayoritariamente descrito como un león  y a veces como lince, fue bautizado como la "Bestia de Fionia" por numerosos testigos presenciales (sic). Se relata un avistamiento más antiguo, en 1982, producido en el sur de Jutlandia.

## Países Bajos
En 2005 un puma negro fue presuntamente visto en varias ocasiones en una reserva de fauna y flora, pero el animal, apodado Winnie, fue más tarde identificado como una mezcla anormalmente grande de gato doméstico y gato salvaje.

## Nueva Zelanda
Desde finales de 1990, avistamientos de grandes gatos han sido reportados en distintas zonas de  Nueva Zelanda, la Isla del norte y la Isla del Sur. Ha habido varios avistamientos no verificados de una pantera en Canterbury cerca de Ashburton y en las colinas cercanas de los Alpes Del sur, pero las búsquedas llevadas a cabo allí en 2003 por el Ministerio de Agricultura y Silvicultura no encontraron nada para corroborar la evidencia física.

## Estados Unidos
Los avistamientos de gatos fantasmas en los Estados Unidos no deben ser confundidos con los avistamientos de jaguares nativos en los estados de EE. UU.  Nuevo México y Arizona.

### California
Las panteras negras fantasmas han sido avistadas "regularmente" alrededor del Monte Diablo,  Condado de Contra Costa, California.

### Hawái
Historias de "misteriosos grandes gatos" en la isla de Maui han circulado desde finales de 1980. En diciembre de 2002, los supuestos avistamientos de un gran gato aumentaron en número en el área de Kula, y la División de Silvicultura, Fauna y Flora pidió la ayuda de los  pseudocientíficos (biólogos de grandes gatos) William Van Pelt y Stan Cunningham del Departamento de Caza y Pesca de Arizona. Van Pelt y Cunningham creían que el gato era probablemente un gran felino, como un jaguar, leopardo o puma. que pudo haber sido traído ilegalmente a Hawái como mascota y liberado o abandonado, vagando así salvajemente. Este gran gato no fue detectado por trampas, cámaras infrarrojas o rastreadores profesionales. Una muestra de piel fue obtenida en 2003 pero el análisis del ADN no resultó concluyente. La persecución o cacería del hipotético espécimen se suspendió a finales de noviembre de 2003, después de tres semanas sin avistamientos. El profesor de la Universidad Estatal de Utah  y biólogo de fauna y flora Robert Schmidt expresó serias dudas sobre la existencia de dicho gato, comparándolo al monstruo del Lago Ness.

### Delaware
Ha habido relatos de avistamientos de lo que se creyó fuera un león de montaña en los bosques del norte de Delaware desde finales de 1990. Se cree que la criatura vive en algún lugar de la zona de Pike Creek o en el área de White Clay Creek, pues allí es donde se han producido la mayoría de los avistamientos. La División de Pesca y Vida Salvaje de Delaware cree puede haber más de un león de montaña en Delaware(sic).

### Carolina del Norte
Panteras negras y otros grandes gatos "no-autóctonos" llevan siendo vistos desde hace muchos años en las proximidades de Oriental, NC. Anécdotas tanto de lugareños como de visitantes han sido documentadas en los periódicos locales.

## Luxemburgo
En 2009, una pantera negra fue vislumbrada en el área industrial de Bommelscheuer cerca de Bascharage.  Cuándo llegó la policía la pantera había desaparecido. En días posteriores la pantera fue avistada por todas partes del país, simultáneamente... 
Se descartó la posibilidad de que hubiera huido del zoológico de la cercana ciudad de  (Amnéville). Un par de días después del incidente en la localidad de Bascharage encontraron un gato doméstico inusualmente grande.

## India
El Pogeyan es un gran felino gris conocido por las personas que viven en el occidente de Ghats, India.
El nombre "Pogeyan" deriva del dialecto local y significa "El gato que viene y va como la neblina."